# Buchschachen (Ruhpolding)
Buchschachen (bairisch Buachschachn oder Buachschochan) ist ein Gemeindeteil der Gemeinde Ruhpolding im oberbayerischen Landkreis Traunstein.

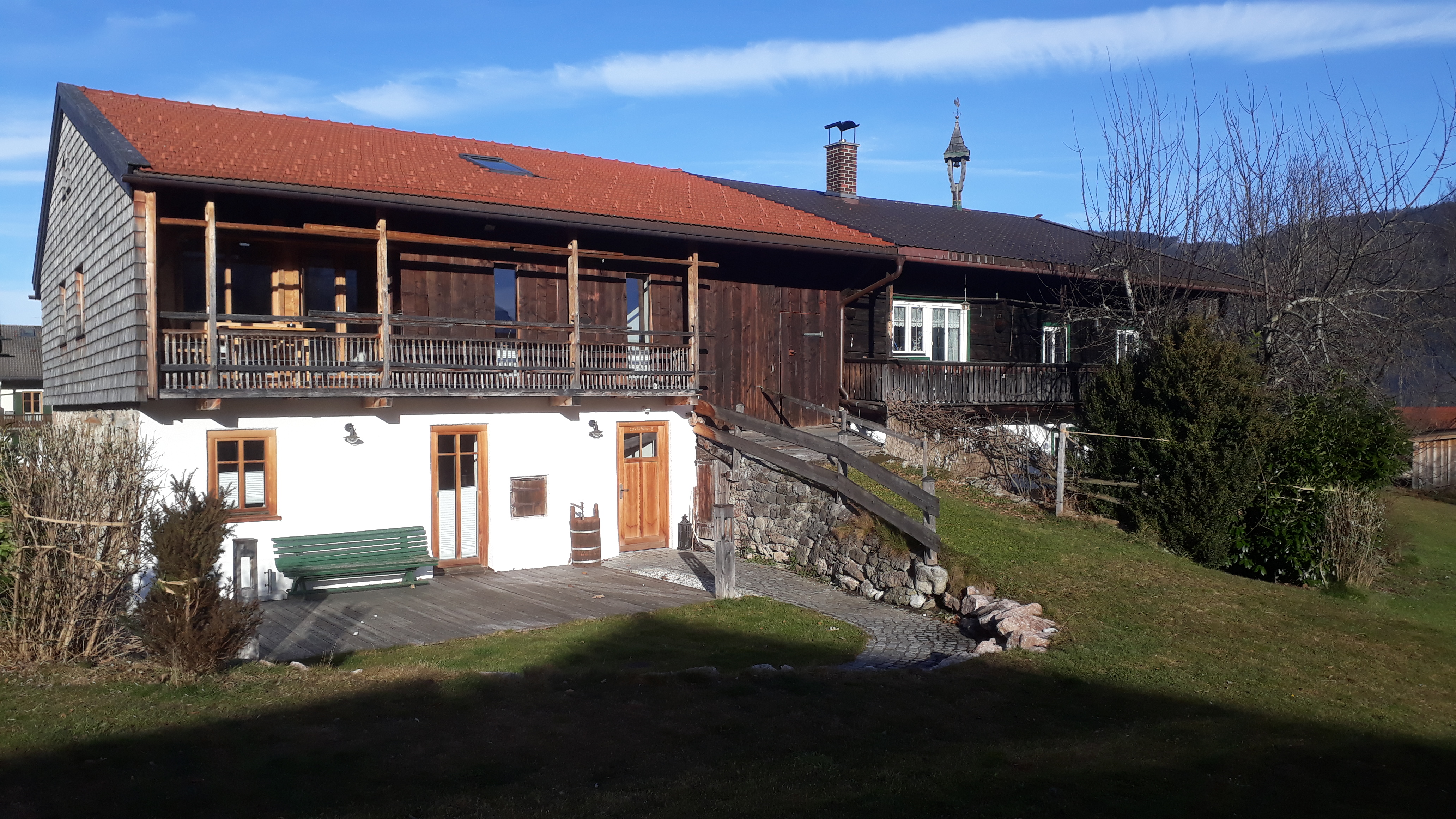
Der Schachnerhof von Süden

## Geographie

### Lage
Der Weiler auf der Gemarkung Ruhpolding  liegt auf rund 700 m ü. NHN, etwa einen Kilometer südwestlich des Ortskerns von Ruhpolding (Bahnhof) am Nordosthang des 772 Meter hohen Adlerhügels. Der Ortsteil besteht aus drei ehemaligen Bauernhöfen, um die sich jetzt zahlreiche Wohnhäuser gruppieren, insbesondere am Osthang um die Von-Hertling-Straße und die Dr.-Kleitner-Straße sowie entlang einem zum Nordosthang des Adlerhügels hinaufführenden Weg, der bei den Bauernhöfen von der Von-Hertling-Straße nach links abzweigt. Am Westhang von Buchschachen entspringt in den Wiesen ein kleiner Bach, der in nördlicher Richtung zum Hinterberggraben abfließt, der dann seinerseits unterhalb des Kirchbergs (706 m ü. NHN) von rechts in den Steinbach mündet.

### Nachbarorte
Buchschachen wird von folgenden Ruhpoldinger Ortsteilen umgeben:
| Obergschwendt  | Pfarrkirche St. Georg                       | Ruhpolding |
| Blicken        | Kompassrose, die auf Nachbargemeinden zeigt | Ruhpolding |
| Maiergschwendt | Brandstätt                                  | Mühlwinkl  |

### Zugang

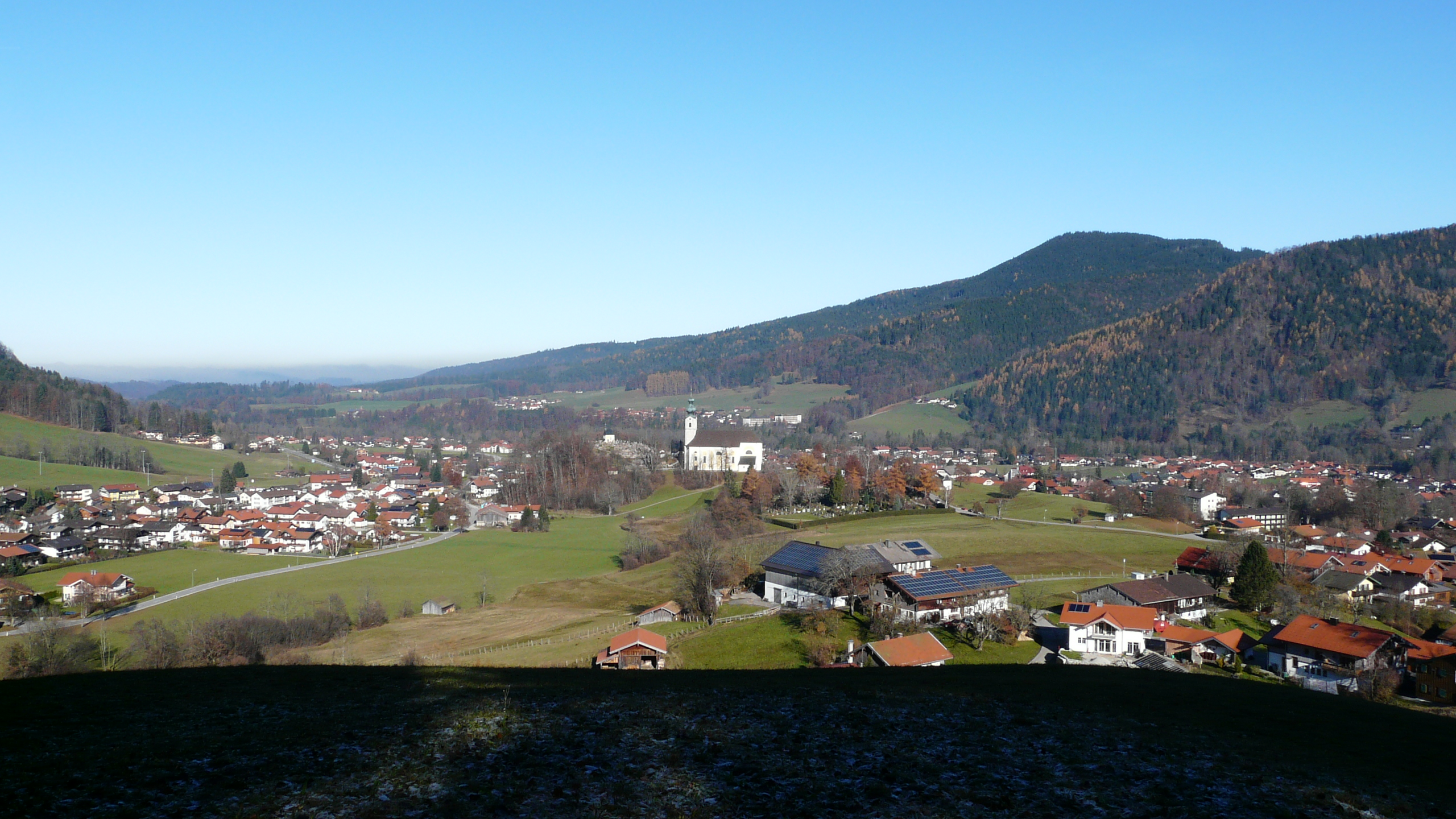
Blick vom Adlerhügel nach Norden in den Ruhpoldinger Talkessel, rechts im Vordergrund Buchschachen. Im Hintergrund rechts der Zeller Berg und dahinter der Zinnkopf. In zentraler Lage der Kirchberg mit der Pfarrkirche St. Georg.

Der Zugang zu Buchschachen erfolgt über die Von-Hertling-Straße – zu erreichen entweder über die vom Ortszentrum heraufkommende Brandstätter Straße oder aus dem Steinbachtal über die Maiergschwendter Straße mit Abbiegung nach links bei Blicken. Der Ort kann auch von Maiergschwendt aus über einen Wanderweg erreicht werden, welcher die Nordwestseite des Adlerhügels umrundet. Außerdem kann von der Sankt-Georgs-Kirche aus über den Gunetzrhainer Weg und einen Fußweg zum Buchschachen hochgestiegen werden. Auch aus dem Urschlauer Achental bestehen Zugangsmöglichkeiten, und zwar von Brandstätt oder über einen kleinen Steig vom Mühlbauernhof zur Brandstätter Straße und weiter zur Eisenberger Straße.
Von Buchschachen bietet sich nach Südosten eine gute Aussicht auf den Rauschberg, nach Westen in Richtung Hochfelln und nach Norden in den Ruhpoldinger Talkessel.

### Geologie
Buchschachen liegt geologisch auf Grundmoränenablagerungen, die während der Würm-Kaltzeit von den Ferneismassen des Urschlauer-Achen-Gletschers abgelagert wurden. Unterhalb diesen Lockersedimenten erscheinen weiter westwärts im Steinbachtal hochwürmzeitliche Schotter eines Vorstoßstadiums desselben Gletschers. Anstehendes tritt am Adlerhügel hervor – konglomerathaltige Unterkreidesedimente des Cenomaniums (genauer der Branderfleck-Formation), die zur Allgäu-Decke gerechnet werden. Die Grundmoräne umrandet den Fuß des Adlerhügels und erstreckt sich bis zum Ruhpoldinger Kirchberg, der von einer steil nach Südwest einfallenden und Südost-streichenden Abfolge aus Dogger, Oberjura und Unterkreide (genauer Chiemgau-Schichten, Ruhpolding-Formation, Ammergau-Formation und Schrambach-Formation) durchzogen wird.

### Ökologie
An Buchschachen grenzt im Süden ein unter Naturschutz stehendes FFH-Gebiet, das zur Teilfläche Maiergschwendt der Extensivwiesen um Ruhpolding gehört. Es umfasst die Wiesen auf der Nordseite des Adlerhügels bis hinunter zur Maiergschwendter Straße im Westen (Kreisstraße TS 43). Die Südgrenze dieses Schutzgebiets bilden die Wälder auf dem Adlerhügel, die Nordgrenze die Von-Hertling-Straße. Die Teilfläche befindet sich auf einer Höhenlage von 700 bis 750 Meter und umfasst die Lebensraumtypen Flachland-Mähwiese (mehrheitlich), Berg-Mähwiese und ein kleines kalkreiches Niedermoor. Hierin eingeschlossen sind außerdem kleinere Streifen wertvoller Biotope. Auch der Hinterberggraben und der von rechts in ihn mündende kleine Bach sind unter Schutz stehende Biotope. Schützenswert sind außerdem die um die Bauernhöfe verteilt stehenden Obstbäume.

## Etymologie
Schachen leitet sich ab vom Althochdeutschen scahho bzw. vom Mittelhochdeutschen schache mit der Bedeutung Vorgebirge, Landzunge oder zungenartiger Streifen Land. Schachen bezeichnet auch ein einzelstehendes Waldstück oder den Vorsaum eines Waldes. Mit Buch ist eindeutig die Buche gemeint. Buch(e) leitet sich ab von ahd. buohha und von mhd. buoche. Wahrscheinlich handelte es sich bei Buchschachen um einen einzelstehenden kleinen Buchenwald.

## Geschichte
Buchschachen ist seit der Gründung der ursprünglichen Gemeinde Ruhpolding im Jahr 1818 einer der 23 Ortsteile und sehr wahrscheinlich ihr ältester, da er bereits im Jahr 924 erstmals erwähnt wird. In dieser ersten urkundlichen Erwähnung übergibt der Edle Graman sein Eigen zu Puochskeho dem Erzbischof von Salzburg. Über zweihundert Jahre später (zwischen 1167 und 1188) überlässt der Edle Hartmann von Nußdorf sein Gut Puchrach (Buchschachen) der Kirche des Heiligen Petrus zu Salzburg.

## Baudenkmäler
Zwei der Bauernhöfe in Buchschachen stehen unter Denkmalschutz, darunter der Schachner aus dem Jahr 1736, gelegen an der Von-Hertling-Straße 15 und eingetragen unter der Aktennummer D-1-89-140-53, sowie der unmittelbar westlich sich anschließende Mazl an der Von-Hertling-Straße 12, der aus dem Jahr 1763 stammt und unter der Aktennummer D-1-89-140-52 geführt wird.